# Unterseeboot 478
L'Unterseeboot 478 ou U-478 est un sous-marin allemand (U-Boot) de type VIIC utilisé par la Kriegsmarine pendant la Seconde Guerre mondiale.
Le sous-marin fut commandé le 10 avril 1941 à Kiel (Deutsche Werke), sa quille fut posée le 28 octobre 1942, il fut lancé le 17 juillet 1943 et mis en service le 8 septembre 1943, sous le commandement de l'Oberleutnant zur See Rudolf Rademacher.
L'U-478 n'a ni endommagé ni coulé de navire au cours de l'unique patrouille (9 jours en mer) qu'il effectua.  
Il est coulé par deux avions (britannique et canadien) au nord-est des Îles Féroé, en juin 1944.

## Conception
Unterseeboot type VII, l'U-478 avait un déplacement de 769 tonnes en surface et 871 tonnes en plongée. Il avait une longueur totale de 67,10 m, un maître-bau de 6,20 m, une hauteur de 9,60 m et un tirant d'eau de 4,74 m. Le sous-marin était propulsé par deux hélices de 1,23 m, deux moteurs diesel Germaniawerft M6V 40/46 de 6 cylindres en ligne de 1400 cv à 470 tr/min, produisant un total de 2 060 à 2 350 kW en surface et de deux moteurs électriques Siemens-Schuckert GU 343/38-8 de 375 cv à 295 tr/min, produisant un total 550 kW, en plongée. Le sous-marin avait une vitesse en surface de 17,7 nœuds (32,8 km/h) et une vitesse de 7,6 nœuds (14,1 km/h) en plongée. Immergé, il avait un rayon d'action de 80 milles marins (150 km) à 4 nœuds (7,4 km/h; 4,6 milles par heure) et pouvait atteindre une profondeur de 230 m. En surface son rayon d'action était de 8 500 milles nautiques (soit 15 700 km) à 10 nœuds (19 km/h). 
L'U-478 était équipé de cinq tubes lance-torpilles de 53,3 cm (quatre montés à l'avant et un à l'arrière) qui contenait quatorze torpilles. Il était équipé d'un canon de 8,8 cm SK C/35 (220 coups) et d'un canon antiaérien de 20 mm Flak. Il pouvait transporter 26 mines TMA ou 39 mines TMB. Son équipage comprenait 4 officiers et 40 à 56 sous-mariniers.

## Historique
Il reçut sa formation de base au sein de la 5. Unterseebootsflottille jusqu'au 1er juin 1944, puis il intégra sa formation de combat avec la 3. Unterseebootsflottille. 
Sa première patrouille est t précédée d'un court trajet de Kiel à Kristiansand. Elle commence le 25 juin 1944, au départ de Kristiansand.
Le 30 juin 1944, il fut attaqué et coulé par un Catalina canadien du No. 162 Squadron RCAF (en) et par un B-24 Liberator britannique du No. 86 Squadron RAF (en), au nord-est des Îles Féroé, à la position 63° 27′ N, 0° 50′ O.
Les 52 membres d'équipage meurent dans cette attaque.

## Affectations
- 5. Unterseebootsflottille du 8 septembre 1943 au 1er juin 1944 (Période de formation).
- 3. Unterseebootsflottille du 1er juin 1944 au 30 juin 1944 (Unité combattante).

## Commandement
- Oberleutnant zur See Rudolf Rademacher du 8 septembre 1943 au 30 juin 1944.

## Patrouilles
|       | Commandant              | Départ       | Départ       | Arrivée      | Arrivée      | Jours   | Succès |
| ----- | ----------------------- | ------------ | ------------ | ------------ | ------------ | ------- | ------ |
|       | Oblt. Rudolf Rademacher | 20 juin 1944 | Kiel         | 22 juin 1944 | Kristiansand | 3 jours |        |
| 1     | Oblt. Rudolf Rademacher | 25 juin 1944 | Kristiansand | 30 juin 1944 | Coulé        | 6 jours |        |
| Total | Total                   | Total        | Total        | Total        | Total        | 9 jours | 0 t    |

Note : Oblt. = Oberleutnant zur See